# Перро, Ромен
Роме́н Поль Жан-Мише́ль Перро́ (фр. Romain Paul Jean-Michel Perraud; род. 22 сентября 1997, Тулуза) — французский футболист, защитник клуба «Реал Бетис».

## Клубная карьера
Перро — воспитанник клубов «Бланьяк», «Тулуза Фонтейн», «Коломейр» и «Ницца». 8 декабря 2016 года в поединке Лиги Европы против российского «Краснодара» Ромен дебютировал за основной состав последних. 21 января 2018 года в матче против «Сент-Этьена» он дебютировал в Лиге 1. Летом того же года для получения игровой практики Перро на правах аренды перешёл в «Париж». 14 сентября в матче против «Аяччо» он дебютировал в Лиге 2. 22 сентября в поединке против «Меца» Ромен забил свой первый гол за «Париж».
Летом 2019 года Перро перешёл в «Брест», подписав контракт на 4 года. Сумма трансфера составила 2 млн евро. 10 августа в матче против «Тулузы» он дебютировал за новый клуб. 13 сентября 2020 года в поединке против «Дижона» Ромен забил свой первый гол за «Брест».
Летом 2021 года Перро подписал контракт на 4 года с английским «Саутгемптоном». 14 августа в матче против «Эвертона» он дебютировал в английской Премьер-лиге.